# کبوتر میوه‌خوار سرارغوانی
کبوتر میوه‌خوار کلاه‌ارغوانی یا کبوتر میوه‌خوار پونپی (نام علمی: Ptilinopus ponapensis)، گونه‌ای از پرندگان خانواده کبوتران است که در چوک و پوهنپئی در جزایر کارولین یافت می‌شود. در گذشته به عنوان زیرگونه‌ای از کبوتر میوه‌خوار تاج‌زرشکی در نظر گرفته می‌شد. زیستگاه طبیعی آن جنگل‌های جلگه‌ای نمناک نیمه‌گرمسیری یا گرمسیری و جنگل‌های حرای نیمه‌گرمسیری یا گرمسیری است.